# ياركو ليفا
ياركو ليفا (بالإسبانية: Yerko Leiva)‏ (14 يونيو 1998 بسانتياغو في تشيلي - ) هو مدرب كرة قدم ولاعب كرة قدم تشيلي في مركز الوسط. شارك مع منتخب تشيلي تحت 17 سنة لكرة القدم. أما مع النوادي، فقد لعب مع نادي أونيفرسيداد دي تشيلي.

## وصلات خارجية
- ياركو ليفا على موقع الاتحاد الدولي (مؤرشف)  (الإنجليزية)
- ياركو ليفا على موقع قاعدة بيانات كرة القدم.إي يو (الإنجليزية)
- ياركو ليفا على موقع ناشيونال فوتبول تيمز (الإنجليزية)
- ياركو ليفا على موقع Soccerway.com (الإنجليزية)
- ياركو ليفا على موقع عالم كرة القدم.نت (الإنجليزية)
- ياركو ليفا على موقع AS.com (الإسبانية)